# 수원지방법원 평택지원
수원지방법원 평택지원은 수원지방법원이 관할하는 사건 중에서 평택시와 안성시를 관할하는 법원이다.

## 관할 구역
- 재판관할: 평택시, 안성시
- 등기관할: 평택시 중에서 군문동, 동삭동, 비전동, 세교동, 소사동, 신대동, 용이동, 월곡동, 유천동, 죽백동, 지제동, 청룡동, 통복동, 평택동, 합정동, 팽성읍, 안중읍, 오성면, 청북면, 포승면, 현덕면 (단, 상업등기는 평택시 전지역)
- 즉결관할: 평택시, 안성시(안성시법원 재판시 제외)

## 조직
- 사무과
  - 사무과장
  - 서무계장
  - 서무/인사
  - 재무(원인행위)
  - 지출(연금,건강보험,지출)
  - 관리(청사관리,국유재산)
  - 가족관계등록계(개명, 협의 이혼)
- 종합민원실
  - 종합민원실장
  - 공탁
  - 보관금/제증명
  - 민사/가사 접수
  - 형사, 인신보호, 과태료 접수
  - 신청, 가사비송, 지급명령 각 접수
  - 경매,기타집행,재산명시 등 접수
  - 신청,본안
  - 가압류이의,취소,가압류 해제, 담보 취소
  - 공시최고,제소명령,임차권 등기 등
- 민형과
  - 민형과장
  - 서무,영장,체포,구속적부심
  - 약식명령
  - 지급명령
  - 재산명시, 재산조회, 채무불이행자 명부 등재
  - 기타집행
  - 경매1~6계
  - 보존
  - 민사1부, 가사합의부, 형사2부
  - 민사2부, 형사1부
  - 민사1~4단독
  - 민사13단독(소액)
  - 형사합의부(1,2부)
  - 형사1~4단독
  - 가사단독
  - 가사조사
  - 증인지원관, 영상신문담당자
- 등기과
  - 등기과장
  - 서무, 민원상담, 확정일자, 등기필증교부
  - 조사1계(법인전담)
  - 조사2~4계
  - 등기사항증명서 발급(부동산, 법인)

## 시군법원

### 안성시법원
- 소액심판 사건
- 화해·독촉 및 조정에 관한 사건
- 즉결심판 사건
- 협의이혼 사건
- 피보전채권액이 3,000만원 이하인 가압류 사건
  - 가압류이의, 가압류취소사건
- 기타 시군법원의 재판에 부수되는 신청사건
- 공탁사건
  - 변제공탁: 시군법원에서 종결된 확정판결 (화해,조정,독촉 포함)에 의한 변제공탁
  - 재판상 보증공탁: 시군법원 신청사건의 재판상 보증공탁

## 지원장
| 순번 | 이름   | 재임 기간                         |
| ---- | ------ | --------------------------------- |
| 1대  | 김진권 | 1996년 9월 1일 ~ 1997년 2월 26일  |
| 2대  | 김상호 | 1997년 2월 27일 ~ 1998년 2월 28일 |
| 3대  | 김수형 | 1998년 3월 1일 ~ 1999년 2월 28일  |
| 4대  | 한강현 | 1999년 3월 1일 ~ 2000년 2월 17일  |
| 5대  | 김상균 | 2000년 2월 18일 ~ 2002년 2월 17일 |
| 6대  | 김대영 | 2002년 2월 18일 ~ 2003년 2월 18일 |
| 7대  | 한정규 | 2003년 2월 19일 ~ 2006년 2월 20일 |
| 8대  | 성지용 | 2006년 2월 21일 ~ 2008년 2월 20일 |
| 9대  | 정대홍 | 2008년 2월 21일 ~ 2009년 2월 22일 |
| 10대 | 이동원 | 2009년 2월 23일 ~ 2010년 2월 10일 |
| 11대 | 정형식 | 2010년 2월 22일 ~ 2011년 2월 16일 |
| 12대 | 조한창 | 2011년 2월 28일 ~ 2012년 2월 15일 |
| 13대 | 여훈구 | 2012년 2월 27일 ~ 2013년 2월 25일 |
| 14대 | 이인형 | 2013년 2월 25일 ~ 2014년 2월 24일 |
| 15대 | 유상재 | 2014년 2월 24일 ~ 2015년 2월 11일 |
| 16대 | 김재호 | 2015년 2월 23일 ~2016년 2월 5일   |
| 17대 | 박연욱 | 2016년 2월 22일 ~ 2018년 2월 12일 |
| 18대 | 송혜영 | 2018년 2월 26일 ~ 현재            |